# Colt Trooper

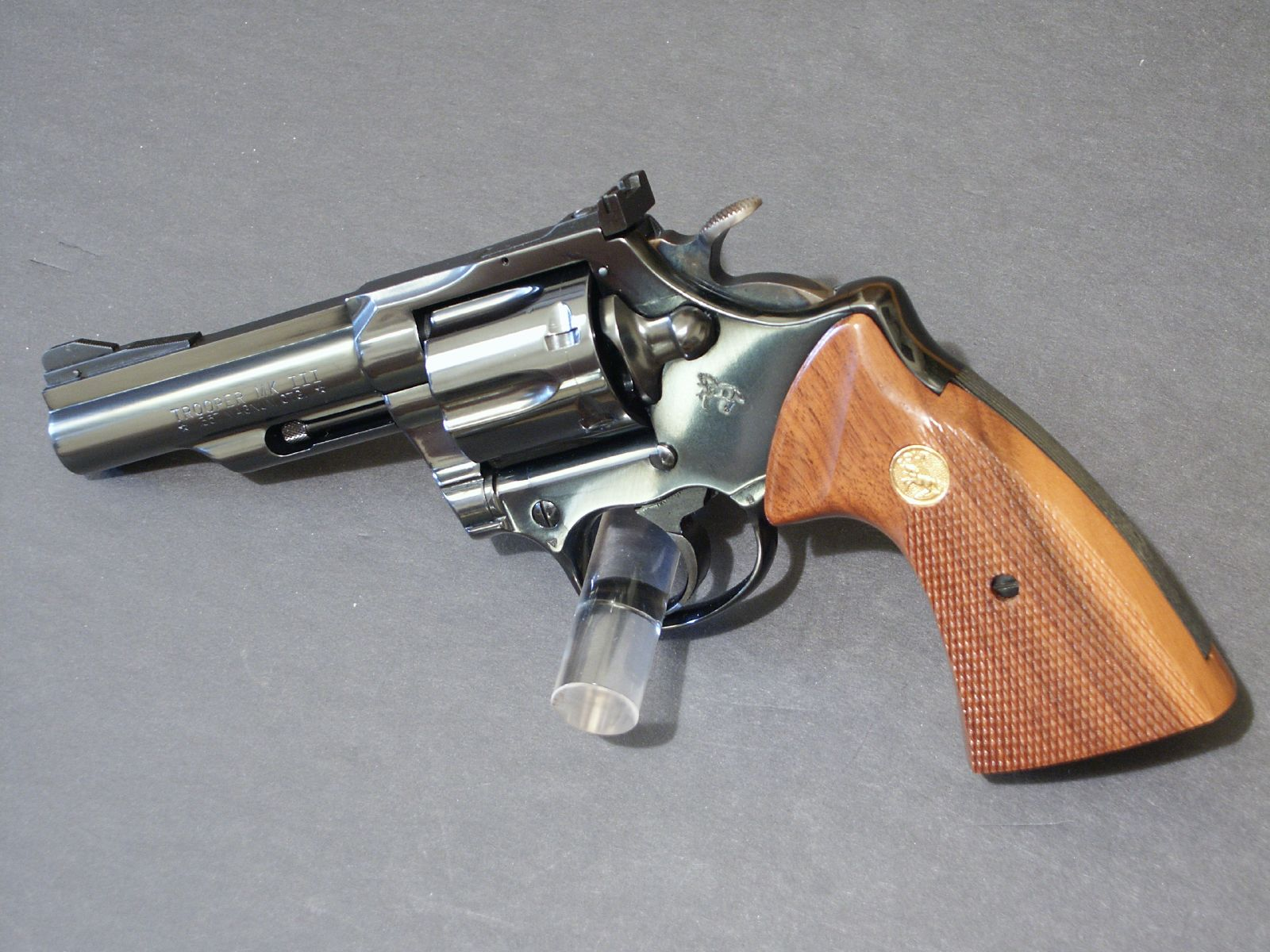
Um Colt Trooper "MK III"

O Colt Trooper é um revólver de corpo médio, de ação dupla com cilindro de seis tiros, nos calibres: .22, .38, e .357 Magnum, fabricado pela Colt's Manufacturing Company de 1953 a 1985. Projetado como uma alternativa de custo mais baixo para modelos maiores como o Colt Python e o Colt King Cobra, ele foi comercializado para o mercado policial e civil.

## Calibres
- .22 Long Rifle
- .22 WMR
- .38 Special
- .357 Magnum

## Variantes
- Trooper original: 1953 – 1969
- MK III
  - Trooper: 1969 - 1983
  - Lawman: 1969 - 1983
- MK V: 1982 - 1985